# Победитель (Гомельская область)
Победитель (бел. Пабедзіцель) — посёлок в Морозовичском сельсовете Буда-Кошелёвского района Гомельской области Белоруссии.
На севере граничит с лесом.

## География

### Расположение
В 3 км на юго-запад от районного центра и железнодорожной станции Буда-Кошелёвская (на линии Жлобин — Гомель), 46 км от Гомеля.

### Гидрография
На юге и западе мелиоративные каналы.

## Транспортная сеть
Транспортные связи по просёлочной, затем автомобильной дороге Буда-Кошелёво — Гомель. Планировка состоит из короткой прямолинейной улицы, ориентированной с юго-востока на северо-запад и застроенной двусторонне деревянными домами усадебного типа.

## История
Основан в начале 1920-х годов переселенцами с соседних деревень на бывших помещичьих землях. В 1930 году жители посёлка вступили в колхоз. Во время Великой Отечественной войны в боях за деревню в 1943 году погибли и умерли от ран 49 советских солдат и 30 партизан (похоронены в братской могиле на кладбище). В 1959 году в составе совхоза «Морозовичи» (центр — деревня Морозовичи).

## Население

### Численность
- 2004 год — 14 хозяйств, 19 жителей.

### Динамика
- 1959 год — 62 жителя (согласно переписи).
- 2004 год — 14 хозяйств, 19 жителей.